# Rick Rubin
Frederick Jay "Rick" Rubin (* 10. března 1963) je americký hudební producent.
Je znám především jako producent, který rád spojuje různé žánry od rapu po heavymetal. Rubin byl například hlavním strůjcem spojení raperů Run-D.M.C. a skupiny Aerosmith, kteří spolu poté natočili slavnou píseň „Walk This Way“. Televizí MTV byl oceněn jako „nejdůležitější producent posledních 20 let“. Z poslední doby je znám zejména jako producent na deskách skupin Red Hot Chili Peppers, Linkin Park, System of a Down či Audioslave. Produkoval také nové album Justina Timberlakea. Mj. si zahrál ve videoklipu k písni Berzerk rapera Eminema. Jedna z jeho zatím posledních spolupráci je na písni Dope, která se objeví na albu ARTPOP popové zpěvačky Lady Gaga.
Od roku 2018 se podílí na produkci podcastu Broken Record od společnosti Pushkin Industries, ve kterém spolu s Malcolmem Gladwellem a Brucem Headlamem hovoří se světovými muzikanty.

## Výběr z produkovaných alb
- Radio – LL Cool J (1985)
- Licensed to Ill – Beastie Boys (1986)
- Raising Hell – Run-D.M.C. (1986)
- Reign in Blood – Slayer (1986)
- Electric – The Cult (1987)
- Danzig – Danzig (1988)
- Tougher Than Leather – Run-D.M.C. (1988)
- South of Heaven – Slayer (1988)
- Masters of Reality – Masters of Reality (1988)
- Andrew Dice Clay – Andrew Dice Clay (1989)
- Trouble – Trouble (1990)
- Danzig II: Lucifuge – Danzig (1990)
- Seasons in the Abyss – Slayer (1990)
- Nobody Said It Was Easy – The Four Horsemen (1991)
- Manic Frustration – Trouble (1991)
- Decade of Aggression – Slayer (1991)
- Blood Sugar Sex Magik – Red Hot Chili Peppers (1991)
- Danzig III: How the Gods Kill – Danzig (1992)
- Thrall: Demonsweatlive – Danzig (1993)
- 21st Century Jesus – Messiah (1993)
- Danzig 4 – Danzig (1994)
- American Recordings – Johnny Cash (1994)
- Divine Intervention – Slayer (1994)
- Wildflowers – Tom Petty (1994)
- One Hot Minute – Red Hot Chili Peppers (1995)
- Ballbreaker – AC/DC (1995)
- God Lives Underwater – God Lives Underwater (1995)
- Empty – God Lives Underwater (1995)
- Unchained – Johnny Cash (1996)
- Undisputed Attitude – Slayer (1996)
- Sutras – Donovan (1996)
- VH1 Storytellers – Johnny Cash & Willie Nelson (1998)
- Diabolus in Musica – Slayer (1998)
- System of a Down – System of a Down (1998)
- Chef Aid – South Park (1998)
- Californication – Red Hot Chili Peppers (1999)
- Loud Rocks – V/A (tracks: 1. System of a Down & Wu-Tang Clan – Shame, 6. Tom Morello & Chad Smith & Wu-Tang Clan – Wu-Tang Clan Ain't Nothing Ta Fuck Wit) (1999)
- American III: Solitary Man – Johnny Cash (2000)
- Paloalto – Paloalto (2000)
- Renegades – Rage Against The Machine (2000)
- Amethyst Rock Star – Saul Williams (2001)
- The War of Art-American Head Charge (2001)
- Breath of the Heart -Krishna Das (2001)
- Toxicity – System of a Down (2001)
- American IV: The Man Comes Around – Johnny Cash (2002)
- By The Way – Red Hot Chili Peppers (2002)
- Audioslave – Audioslave (2002)
- Steal This Album! – System of a Down (2002)
- Results May Vary – Limp Bizkit (2003) (dohromady s Terry Date s Jordanem Schurem)
- Unearthed – Johnny Cash (2003)
- Door of Faith – Krishna Das (2003)
- De-Loused in the Comatorium – The Mars Volta (2003) (dohromady s Omar Rodriguez-Lopez)
- The Black Album – Jay-Z (2003) („99 Problems“)
- Live at the Grand Olympic Auditorium – Rage Against the Machine (2003)
- Heroes and Villains – Paloalto (2003)
- Vol. 3 (The Subliminal Verses) – Slipknot (2004)
- Armed Love – The (International) Noise Conspiracy (2004)
- Crunk Juice – Lil' Jon and the East Side Boyz (2004) („Stop Fuckin' Wit Me“)
- Make Believe – Weezer (2005)
- Out of Exile – Audioslave (2005)
- Mezmerize – System of a Down (2005)
- Hypnotize – System of a Down (2005)
- 12 Songs – Neil Diamond (2005)
- Stadium Arcadium – Red Hot Chili Peppers (2006)
- Taking the Long Way – Dixie Chicks (2006)
- American V: A Hundred Highways – Johnny Cash (2006)
- FutureSex/LoveSounds – Justin Timberlake (2006)
- Minutes to Midnight – Linkin Park (2007)
- Death Magnetic – Metallica (2008)
- Music for Men – Gossip (2009)
- American VI – Johnny Cash (2010)
- Gogol Bordello – Trans-Continental Hustle (2008)
- A Thousand Suns' – Linkin Park (2010)
- Born Free – Kid Rock (2010)
- I'm with You – Red Hot Chili Peppers (2011)[1]
- LIVING THINGS – Linkin Park (2012)
- Eminem – The Marshall Mathers LP 2 (2013)